# Owen Paterson (produktionsdesigner)
Owen Paterson är en australiensisk produktionsdesigner. Han växte upp i Western Australia, men bor numera i Sydney tillsammans med sin familj. Patersons arbete som produktionsdesigner började med miniserien The Story of Johnny O'Keefe (1985) och för sitt arbete med Priscilla - öknens drottning (1994) vann han en AFI Award. Patersons stora genombrott kom när han samarbetade med syskonen Wachowski under inspelningen av Matrix (1999) och dess två uppföljare från 2003: The Matrix Reloaded och The Matrix Revolutions. Samarbetet med syskonen Wachowski sträckte sig även till två av deras nästkommande filmer, V för Vendetta (2005) och Speed Racer (2008). Paterson har varit produktionsdesigner på Godzilla (2014), Captain America: Civil War (2016) och Jumanji: Welcome to the Jungle (2017).